# Топалян, Кен
Кеннет Джеймс (Кен) Топалян (англ. Kenneth James (Ken) Topalian, 5 июля 1963, Потакет, Род-Айленд, США) — армянский бобслеист. Участник зимних Олимпийских игр 1994 года.

## Биография
Кен Топалян родился 3 июля 1963 года в американском городе Потакет.
Занимался барьерным бегом в старшей школе, но прекратил выступления, когда поступил в университет Род-Айленда. Работал в авторемонтной мастерской в Потакете.
В 1992 году вместе с другом Джо Алмазяном сформировал команду для участия в составе сборной Армении в соревнованиях по бобслею на зимних Олимпийских играх в Лиллехаммере. Их вдохновителем стал бывший саночник Пол Варадян, знакомый с Топаляном и Алмазяном по Провиденсскому отделению Армянской федерации молодёжи.
С конца 1992 года Топалян и Алмазян по пятницам ездили в олимпийский тренировочный центр в Лейк-Плэсид, где занимались по выходным под руководством американского бобслеиста Джима Хики. Они взяли боб напрокат, заплатив 1600 долларов.
Разрешение выступать за Армению получили за две с половиной недели до старта Олимпиады. В соревнованиях двоек заняли 36-е место, показав по сумме четырёх заездов результат 3 минуты 39,81 секунды и уступив 9 секунд победителям Густаву Ведеру и Донату Аклину из Швейцарии.
После Олимпиады Топалян и Алмазян никогда не выступали в соревнованиях.
В дальнейшем занимался предпринимательством, владел несколькими автосалонами и автомастерскими в Род-Айленде.

## Семья
Женат, есть трое детей.